# ژوائو میگل
ژاوئو میگل (انگلیسی: João Miguel؛ زادهٔ ۱ ژانویهٔ ۱۹۷۰) هنرپیشه اهل برزیل است.
از فیلم‌ها یا برنامه‌های تلویزیونی که وی در آن نقش داشته‌است می‌توان به سینما، آسپرین‌ها و کرکس‌ها، سوئلی در آسمان اشاره کرد.